# رجینو رامیرز (تگزاس)
رجینو رامیرز (به انگلیسی: Regino Ramirez) یک منطقهٔ مسکونی در ایالات متحده آمریکا است که در تگزاس واقع شده‌است. رجینو رامیرز ۸۵ نفر جمعیت دارد.